# أوديت ريتشارد
أوديت ريتشارد (بالإنجليزية: Odette Richard)‏ هي لاعبة جمباز إيقاعي جنوب أفريقية، ولدت في 18 يوليو 1988.

## وصلات خارجية
- أوديت ريتشارد على موقع الاتحاد الدولي للجمباز (licence) (الإنجليزية)
- أوديت ريتشارد على موقع الاتحاد الدولي للجمباز (biography) (الإنجليزية)
- أوديت ريتشارد على موقع اللجنة الأولمبية الدولية (الإنجليزية)
- أوديت ريتشارد على موقع أوليمبيديا (الإنجليزية)
- أوديت ريتشارد على موقع اتحاد ألعاب الكومنولث (مؤرشف) (الإنجليزية)
- أوديت ريتشارد على موقع دورة ألعاب الكومنولث 2006 (مؤرشف) (الإنجليزية)